# رامین جهانبگلو
رامین جهانبگلو (۷ دی ۱۳۳۵ در تهران) فیلسوف ایرانی و ساکن تورنتو کانادا است. جهانبگلو فارغ‌التحصیل دکترا فلسفه از دانشگاه سوربن فرانسه بوده و در حال حاضر در دانشگاه تورنتو، علوم سیاسی تدریس می‌کند. او از زندانیان سیاسی بعد از انقلاب ۱۳۵۷ است و مدت چهار ماه از اردیبهشت تا شهریور ۱۳۸۵ را در زندان اوین گذراند و در نهایت با قرار وثیقه آزاد شد. فیلمی از اعتراف وی نیز از شبکه یک صدا و سیمای جمهوری اسلامی ایران پخش شد.

## زندگی و تحصیلات
رامین جهانبگلو زاده ۱۳۳۵ در تهران است. او فرزند امیرحسین جهانبگلو، پژوهشگر فلسفه، تاریخ و اقتصاد است. رامین جهانبگلو مدرک دکترای خود را از دانشگاه سوربن فرانسه (دانشگاه پاریس ۴)، کشوری که ۲۰ سال از عمر خود را در آنجا گذرانده بود، دریافت کرد. بعدها در سال ۱۹۹۹ دوره پژوهشی پسادکتری خود را در زمینه مطالعات خاورمیانه در دانشگاه هاروارد به اتمام رساند. او با آذین معالج، خواهر زاده سید حسین نصر از فیلسوفان شناخته شده ایرانی ازدواج کرده است.
او فرزند امیرحسین جهانبگلو و پسرخاله سید حسین نصر است.

## فعالیت‌ها
فعالیت‌های آموزشی وی در سال ۱۹۹۳ در مؤسسه پژوهشی حکمت و فلسفه ایران در تهران آغاز شد. او در سال‌های اخیر به عنوان محقق انجمن ایران‌شناسی فرانسه در ایران، در تهران، مشغول به کار بوده است.
رامین جهانبگلو هم‌اکنون در تورنتو کانادا در انجمن فلسفی آگورا مشغول به تدریس فلسفه به ایرانیان می‌باشد.

## دستگیری
او در ۸ اردیبهشت ۱۳۸۵ زمانی که تصمیم داشت جهت شرکت در کنفرانسی دربارهٔ ایران به بروکسل سفر کند، در فرودگاه مهرآباد دستگیر شد. عده‌ای احتمال می‌دهند علت بازداشت او مصاحبهٔ اخیرش با یک روزنامهٔ اسپانیایی در مورد اظهارات محمود احمدی‌نژاد در مورد انکار هولوکاست باشد.∗
در روز ۱۳ اردیبهشت محمود سالارکیا، معاون دادستان تهران، خبر بازداشت او را تأیید کرد و اعلام کرد او هم‌اکنون در زندان اوین است. در تاریخ ۱۶ اردیبهشت، وزیر اطلاعات در جلسه‌ای در حاشیهٔ روز معلم اعلام کرد که اتهام جهان‌بگلو «ارتباط با بیگانه» است و وی در حال حاضر جهت تکمیل بررسی‌ها دربارهٔ موارد اتهامی در اختیار وزارت اطلاعات قرار گرفته است.∗
روزنامه کیهان در روز ۱۴ اردیبهشت ضمن اعلام خبر دستگیری وی، او را «عامل بیگانه» خواند که پس از انقلاب به غرب گریخته بوده است و اعلام داشت که او از جمله امضاءکنندگان بیانیه‌ای بوده که از سوی جمعی از ایرانیان مقیم در اروپا در تقدیر از محکومیت ایران توسط پارلمان اروپا، منتشر شده بود.∗ در روز ۱۶ اردیبهشت وبگاه خبری فردا از سوی یک منبع ناشناس اعلام کرد که اتهام جهانبگلو «همکاری اطلاعاتی با سلطنت‌طلبان و برخی گروه‌های معارض جمهوری اسلامی است». این وبگاه همچنین اعلام کرده است که وی را در بند ۲۰۹ زندان اوین نگهداری می‌شود و «از وی ده‌ها صفحه اعتراف گرفته شده است» ∗
پس از گذشت مدتی از دستگیری، غلامحسین محسنی اژه‌ای، وزیر اطلاعات ایران، اتهام وی را تلاش برای ایجاد «انقلاب مخملی» و نرم اعلام کرد∗. روزنامهٔ کیهان در ۱۱ مرداد با چاپ خبری، از قول یک مقام آگاه اعلام نمود که جهانبگلو به تازگی اعتراف کرده است که با استفاده از اینترنت و وب در صدد اجرای طرح شبکهٔ جاسوسی سایبر با نام C.E.S بوده است:

 «[وی] به تازگی اعتراف کرده که وظیفه راه اندازی یک شبکه وسیع تحت «وب» را برای جمع‌آوری اطلاعات طبقه‌بندی شده از جریان‌ها، گروه‌ها و عناصر فعال سیاسی، اجتماعی، فرهنگی و اقتصادی بر عهده داشته است.»∗

### واکنش‌ها، نظرات و بیانیه‌ها دربارهٔ دستگیری
در روز ۱۴ اردیبهشت سازمان دیده‌بان حقوق بشر طی بیانیه‌ای با ابراز نگرانی از وضعیت جهانبگلو خواستار آزادی فوری وی شد. جو استورک، مدیر بخش خاورمیانه‌ای این سازمان، گفت: «ما دولت ایران را کاملاً مسوول وضعیت سلامت جهانبگلو می‌شناسیم.»∗ به گزارش خبرگزاری دانشجویان ایران، مقامات کانادایی نیز اعلام کرده‌اند که به دلیل تابعیت ایرانی-کانادایی جهانبگلو، موضوع دستگیری او را با مقامات ایرانی مطرح نموده‌اند و در حال پیگیری در اینباره هستند. با وجود این از اظهارنظر در مورد این پرونده خودداری کردند.∗
انجمن اسلامی دانشجویان دانشگاه امیرکبیر نیز با صدور بیانیه‌ای ضمن اعتراض نسبت به بازداشت رامین جهانبگلو، خواستار روشن شدن وضعیت وی شد. این انجمن به پاس همکاری بدون چشم‌داشت وی با جشنواره‌های تابستانهٔ این دانشگاه، خواستار روشن شدن وضعیت وی است.∗
انجمن گزارشگران بدون مرز نیز اعلام نگرانی خود را از دستگیری جهانبگلو اعلام کرده و آزادی فوری وی را خواستار شده است.∗ حزب سوسیالیست فرانسه نیز در بیانیه‌ای دستگیری وی را محکوم کرده است.∗
حزب سوسیالیست فرانسه در بیانیه مطبوعاتی ای که به تاریخ بیستم اردیبهشت ماه (دهم ماه مه) منتشر نمود، دستگیری رامین جهانبگلو را قاطعانه محکوم و از همه اندیشمندان مستقل و دموکرات‌های ایران حمایت کرد.
پس از گذشت سه هفته از دستگیری جهانبگلو، گروهی شامل بیش از ۴۰۰ نویسنده، استاد دانشگاه، محقق، هنرمند و فعال حقوق بشر از سراسر جهان (چون نوآم چامسکی، زبان‌شناس آمریکایی، جان ماکسول کوئتزه، برنده جایزه نوبل ادبیات ۲۰۰۳ و شیرین عبادی) با ارسال نامه‌ای خطاب به رئیس‌جمهور ایران و همچنین رئیس قوه قضاییه این کشور خواستار آزادی وی شده‌اند.∗
او در روز چهارشنبه ۸ شهریور ۱۳۸۵ با سپردن وثیقه از زندان آزاد شده است. دادستان کل ایران گفته است که او به جرم خود اعتراف و عذرخواهی کرده است. همچنین مسئولان قضایی گفته‌اند که او حاضر است اعترافاتش از تلویزیون پخش شود. ∗

## اعترافات
روز ۲۷ تیر ۱۳۸۶ فیلم اعترافات رامین جهانبگلو، هاله اسفندیاری و کیان تاج‌بخش از شبکه یک صدا و سیمای جمهوری اسلامی ایران پخش شد.

## جایزه صلح سازمان ملل
در شامگاه سه شنبه ۱۱ اسفند ۱۳۸۸ در بارسلون اسپانیا جایزه صلح سال ۲۰۰۹ سازمان ملل، به جهانبگلو تقدیم شد. جهانبگلو هنگام دریافت جایزه صلح سازمان ملل متحد، در «خانه آسیا» در بارسلون، جایزه خود را از آن مردم ایران دانست و گفت: «من اینجا صدای مردمی هستم که در ایران بی‌صدا اعتراض می‌کنند.»

## مطبوعات
جهانبگلو با بسیاری از نشریات مهم ایرانی (مانند فصلنامه گفتگو، گردون، کیان، کلک) و بسیاری از روزنامه‌های اصلاح‌طلب همکاری داشته است و مصاحبه‌های وی با چند تن از کارگردانان مطرح سینمای اروپا - چون لارس فون تریر و امیر کوستوریتسا - در نشریات سینمایی ایرانی به چاپ رسیده است. وی همچنین با رسانه‌های خارجی چون رادیو بی‌بی‌سی، مجلات و فصلنامه‌های اِسپری (Esprit)، اِتود (Études)، پروژه(Projets) همکاری داشته است.

## بازنشر آثار
آثار فلسفی رامین جهانبگلو توسط برخی از سازمان‌ها و مراکز در ایران بازنشر شده است:
- بازنشر اثر رامین جهانبگلو در سایت کنسرسیوم محتوای ملی[۱۱]
- بازنشر اثر رامین جهانبگلو در سایت مؤسسه فرهنگی و اطلاع‌رسانی تبیان[۱۲]
- بازنشر اثر رامین جهانبگلو در سایت مرکز دائرة المعارف بزرگ اسلامی[۱۳]

## دیدگاه‌ها
- دموکراسی چیز بدی نیست. به شرط این که نتیجه اعمال شهروندان یک مملکت باشد، نه این که از بیرون بیاید. دموکراسی یک تمرین روزانه است از سوی شهروندان یک مملکت نه چیزی که توسط یک سازمان یا بنگاه داده شود.[۱۴]
- دانشگاه همیشه در مرکز جامعه مدنی و در کنار و برابر نهاد مدرن دولت و از نهادهای کلیدی گستره همگانی می‌باشد. چرا که با برخورد اندیشه‌های مختلف در این فضا پیشرفت عقلانیت و رشد انتقاد هم بیشتر شده است.[۱۵]
- هر ملتی برای اندیشیدن حافظه تاریخی خود دارای استراتژی حافظه سازی خاص خود است که به‌طور معمول حفظ بخشی از حقایق تاریخی را تبدیل به شواهد سیاسی می‌کند و بخشی را در تاریکی تاریخ مدفون می‌کند.[۱۶]
- بحث «کالچر» (فرهنگ) و «سیویلیزیشن» (تمدن) از هم کاملاً جدا است. در خاطره ملی ما ایرانی‌ها گاهی این دو مفهوم یکی می‌شود؛ یعنی ما وقتی از تمدن و فرهنگ ایران صحبت می‌کنیم هر دو را یکسان می‌بینیم. دلیلش هم این است که به نظر من پشت آن یک کار فلسفی نیست. یک برخورد خیلی احساسی محض است. به هر حال مهم این است که ما این دو تا را بتوانیم از هم جدا کنیم و به این پرسش پاسخ بدهیم که وقتی داریم دربارهٔ تمدن صحبت می‌کنیم با ارجاع دادن به نوروتلیاس، هگل و کانت داریم از چه موضوعی صحبت می‌کنیم و تمدن ایرانی یعنی چه و وقتی از فرهنگ یا کالچر صحبت می‌کنیم یعنی چه.[۱۷]
- چرا باید روشنفکران ما جهانی شوند؟ من اعتقاد دارم که ما نه تنها باید گلوبال شویم بلکه باید لوکال هم شویم؛ یعنی «گلوکال» شویم. خودشناسی و جهانی شدن باید با هم باشد. اگر از من سؤال کنید که جهانی شدن یعنی چه می‌گویم جهانی شدن یعنی این که فکر و اندیشه خودمان را به خطر بیاندازیم. روشنفکری که می‌خواهد جهانی شود نمی‌آید فکر و اندیشه خودش را مومیایی کند و در یک محفظه غیرقابل نقد قرار دهد. چگونه خودمان را به خطر می‌اندازیم؟ وقتی با جهان غیر خودمان با جهان دیگری برخورد می‌کنیم.[۱۷]